# 札幌護国神社
札幌護国神社（さっぽろごこくじんじゃ、旧字体：札幌護國神󠄀社󠄁）は、北海道札幌市中央区にある神社。護国神社の一つである。
1879年（明治12年）に、西南戦争で戦没した屯田兵の霊を祀るために建立され、以後各戦争における戦死者の霊を合祀してきたが、1949年（昭和24年）9月より多賀大社の祭神を勧請し、次いで1971年（昭和46年）9月に山鼻の鎮守であった山鼻神社の祭神を合祀し、現在に至る。
そのため、同社は創建当初からの祭神を祀る本殿と、多賀大社より勧請した神々および旧・山鼻神社の祭神を祀る多賀殿（多賀神社）から構成される。

## 祭神
本殿
- 北海道開拓祭神
- 各戦役戦没祭神
- 公共殉職祭神
- 其他特殊祭神
  - 本殿の祭神数は、2011年（平成23年）現在で25543柱[1]。

多賀殿
- 伊邪那岐大神
- 伊邪那美大神
- 相殿奉斎（旧・山鼻神社祭神）
  - 天照大御神
  - 大山祗大神
  - 天満宮大神
  - 耳早立雄大神

## 沿革
- 1879年（明治12年） – 現在の札幌市北区北6条西7丁目に屯田兵招魂碑が建てられ、札幌忠魂社と称される[1]。
- 1911年（明治44年）2月 – 中島公園に移る[1]。
- 1922年（大正11年）7月1日 – 札幌招魂社と改称する[1]。
- 1933年（昭和8年） – 現在地に社殿が建てられる[1]。
- 1939年（昭和14年）4月1日 – 札幌護国神社と改称し、内務大臣指定護国神社となる[2]。
- 1946年（昭和21年）
  - 4月30日 – 神社本庁の所属となる[2]。
  - 12月12日 – 札幌彰徳神社と改称する（日本の独立承認後、札幌護國神社に復称）[2]。
- 1949年（昭和24年）9月 – 多賀大社より祭神を勧請し、多賀殿が建立する[1]。
- 1968年（昭和43年） – 火災により社殿が焼失する[1]。
- 1970年（昭和45年） – 社殿が再建される[1]。
- 1971年（昭和46年）9月 – 山鼻神社の祭神を多賀殿に合祀する[1]。
- 1972年（昭和47年）2月3日 – 昭和天皇・香淳皇后が親拝する[1]。

## 彰徳苑
境内の一角には、戦没者慰霊碑を中心に数多くの碑が集められた「彰徳苑」がある。
屯田兵招魂碑
1878年（明治11年）7月、西南戦争で没した屯田兵のために建てられた物で、札幌市内に現存する最古の碑と考えられる。
当初は偕楽園にあった。1907年（明治40年）12月、日露戦争における札幌連隊区管内からの戦死者を合祀し、中島遊園地に移転。1933年（昭和8年）、招魂社境内に再移転した。
忠魂碑
日露戦争の戦死者のために建てられた。題字の揮毫は乃木希典。
頌徳碑
財団法人帝国在郷軍人会の創立者である松本謄四郎を顕彰した碑。当初は旭ヶ丘にあったが、1960年（昭和35年）3月、当社に移設された。
松本を称える正面の碑文は、佐藤昌介の撰による。1967年（昭和42年）、右側面に在郷軍人会の遺族を慰霊する文が刻字された。
尼港殉難碑
尼港事件の犠牲者のための碑。1928年（昭和3年）10月、旭ヶ丘に建てられたが、1960年（昭和35年）3月5日、当社に移設された。
ノモンハン英魂之碑
ノモンハン事件の犠牲者のための碑。1967年（昭和42年）9月16日建立。1987年（昭和62年）にはアフリカ産黒御影石製の由来碑が添えられた。
アッツ島玉砕 雄魂之碑
アッツ島の戦いでの犠牲者のための碑。1968年（昭和43年）7月29日建立。幅7メートルの台座の上に、32トンの神居古潭石製の碑が載る。
メレヨン島戦没者慰霊碑
ウォレアイ環礁での犠牲者のための碑。1971年（昭和46年）10月建立。黒御影石製で、題字は堂垣内尚弘による。左後方には戦没者の氏名碑が立つ。
北千島慰霊碑
北千島での犠牲者のための碑。1975年（昭和50年）8月23日建立。日高産碑原石製で、題字は堂垣内尚弘による。
北海道全海軍 英魂の碑
北海道・千島・樺太にゆかりのあるすべての海軍関係者のための碑。1978年（昭和53年）8月20日建立。重巡洋艦で使われていた錨2基を配する。
「北鎮砲兵発祥の地」碑
1896年（明治29年）12月に結成された独立野戦砲大隊を記念する碑。1985年（昭和60年）6月23日建立。アフリカ産黒御影石製で、題字は板垣武四による。
旭川第七連隊砲兵哨舎
「北鎮砲兵発祥の地」碑建立の数年前に自衛隊が運んできたもの。
歩兵第26連隊軍旗奉焼の碑
歩兵第26連隊の解散に伴い、月寒神社で行われた軍旗奉焼を記念する碑。1986年（昭和61年）9月14日建立。白御影石製で、沿革碑が添えられている。

## ギャラリー

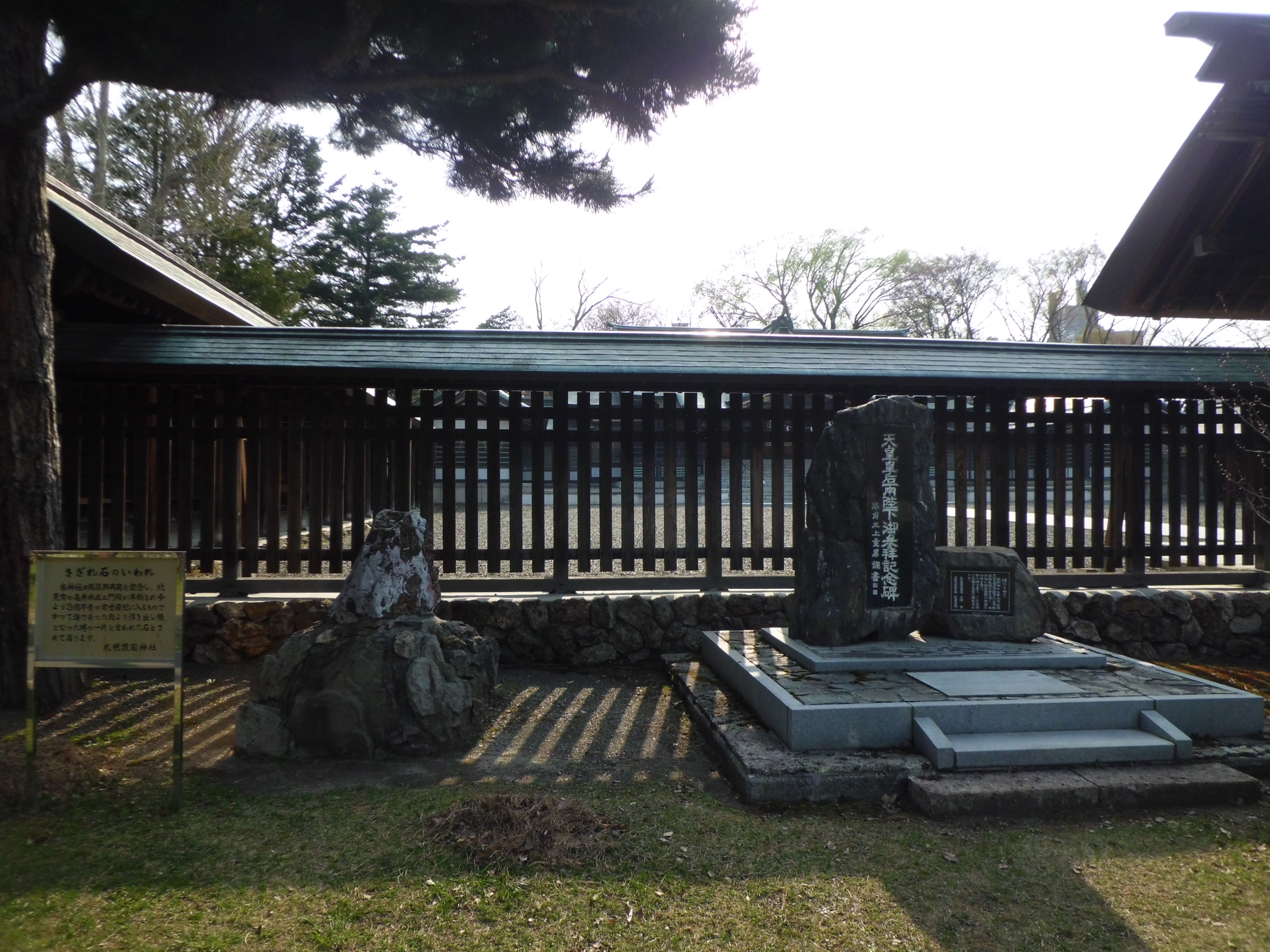
天皇皇后両陛下御参拝記念碑・さざれ石
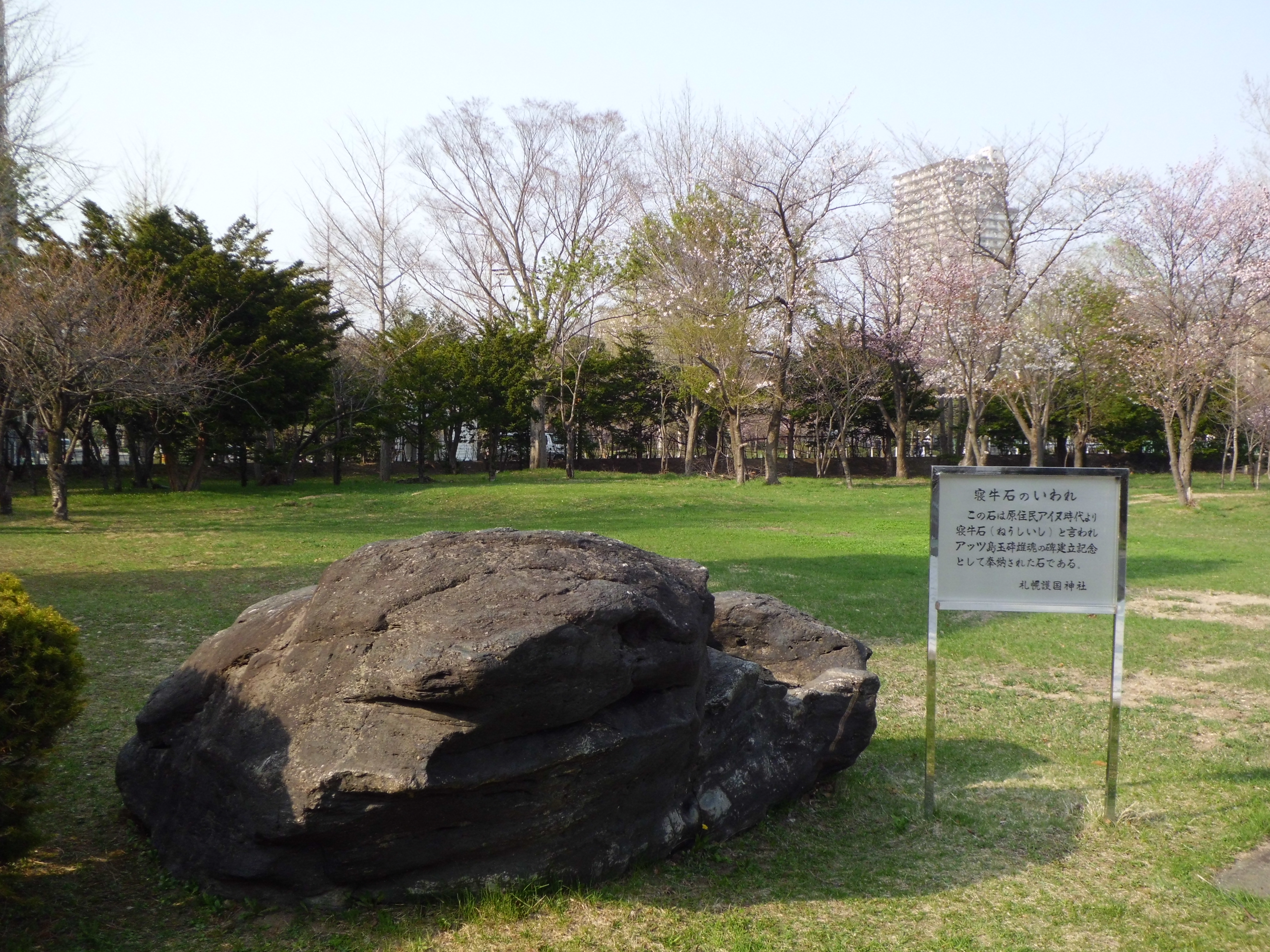
寝牛石
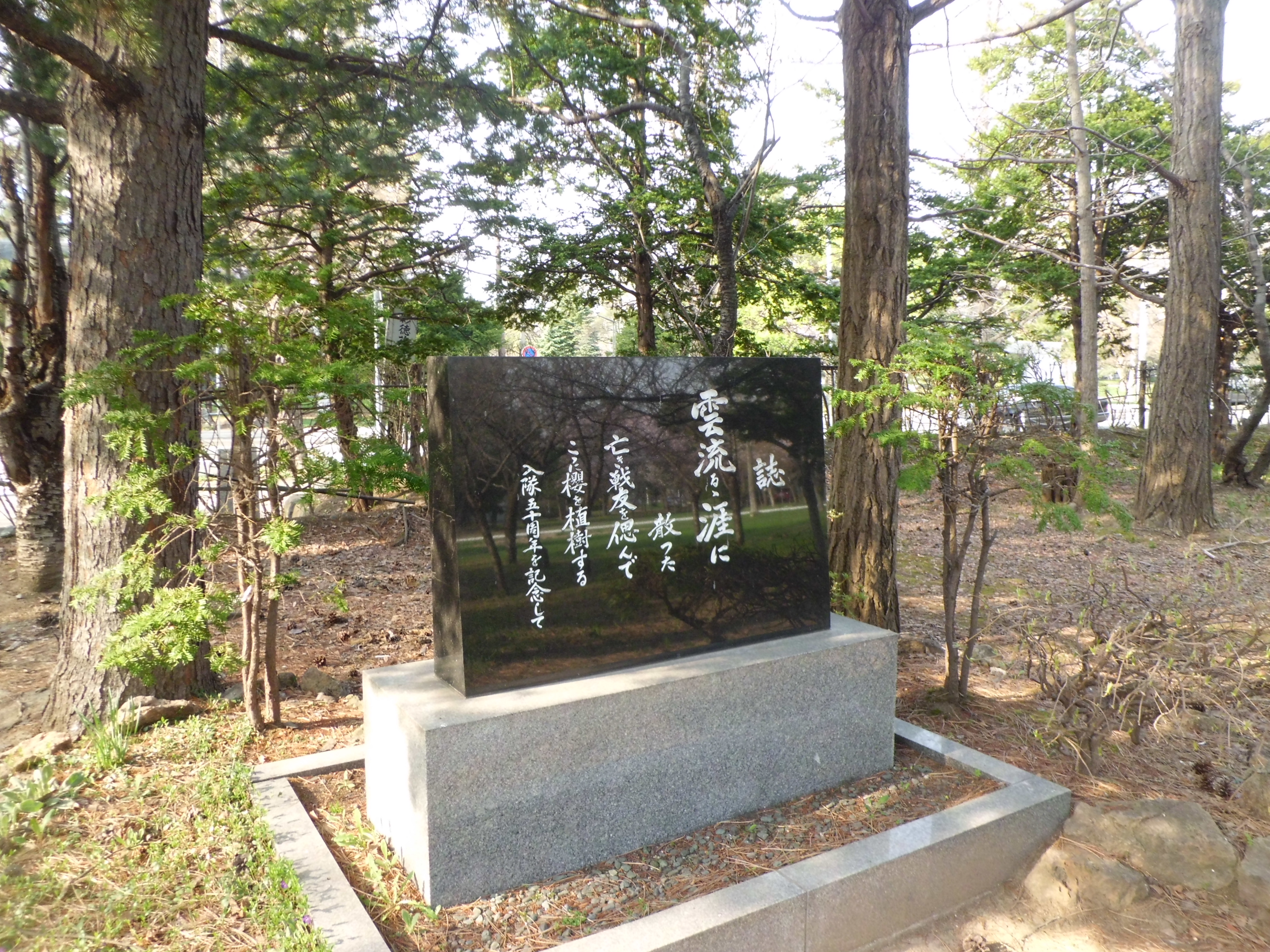
植樹碑
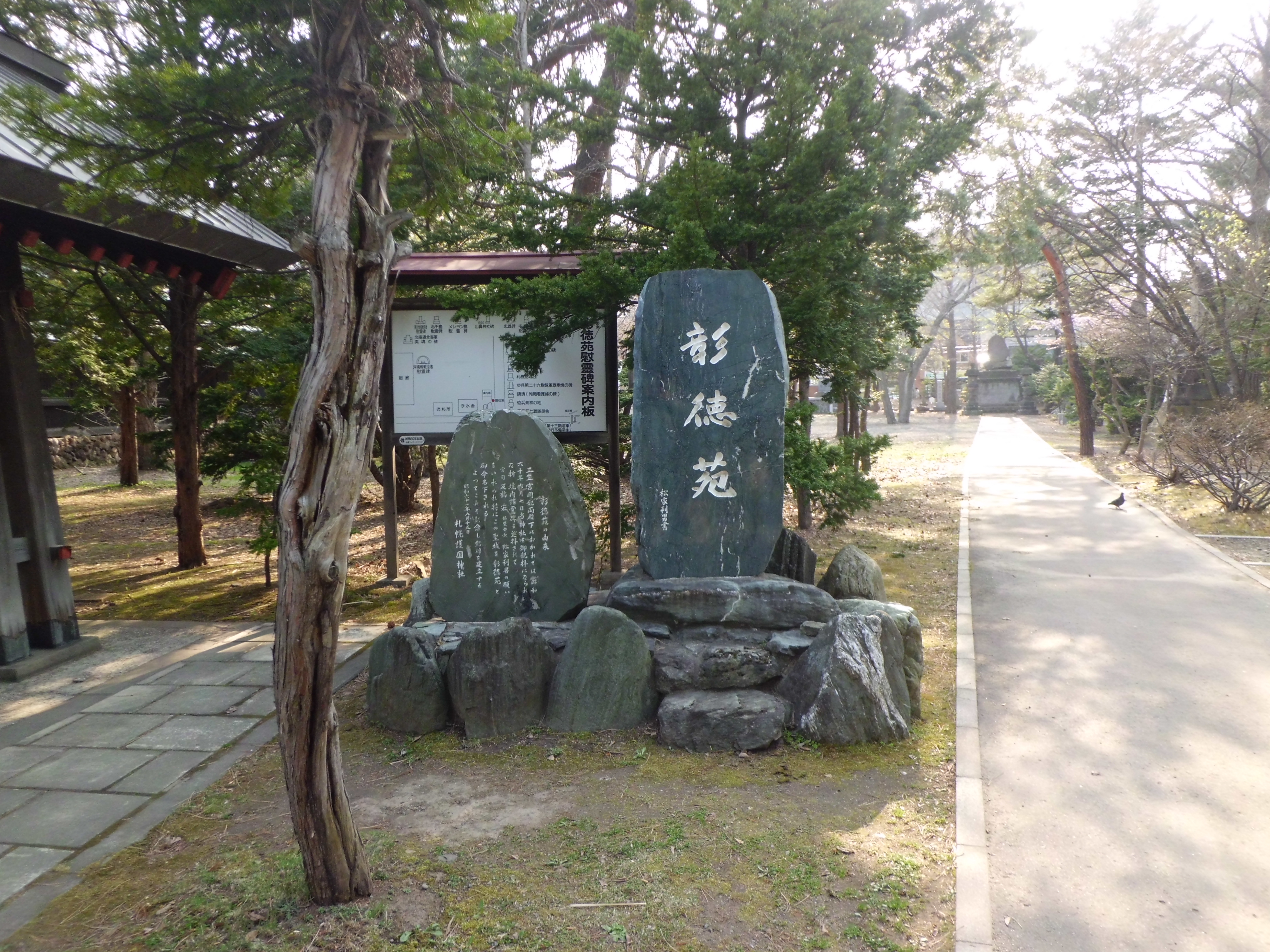
彰徳苑 入口
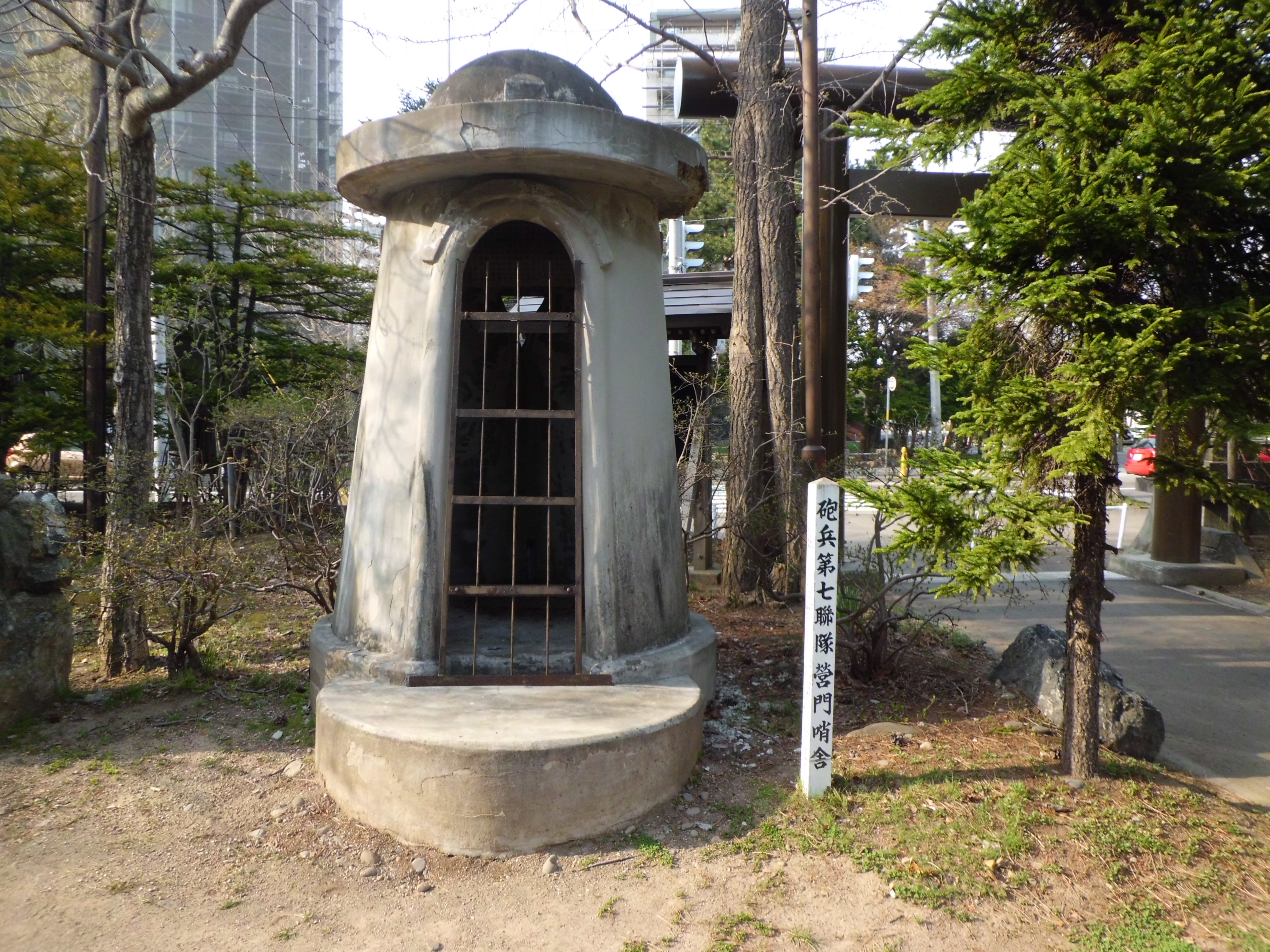
旭川第七連隊砲兵哨舎
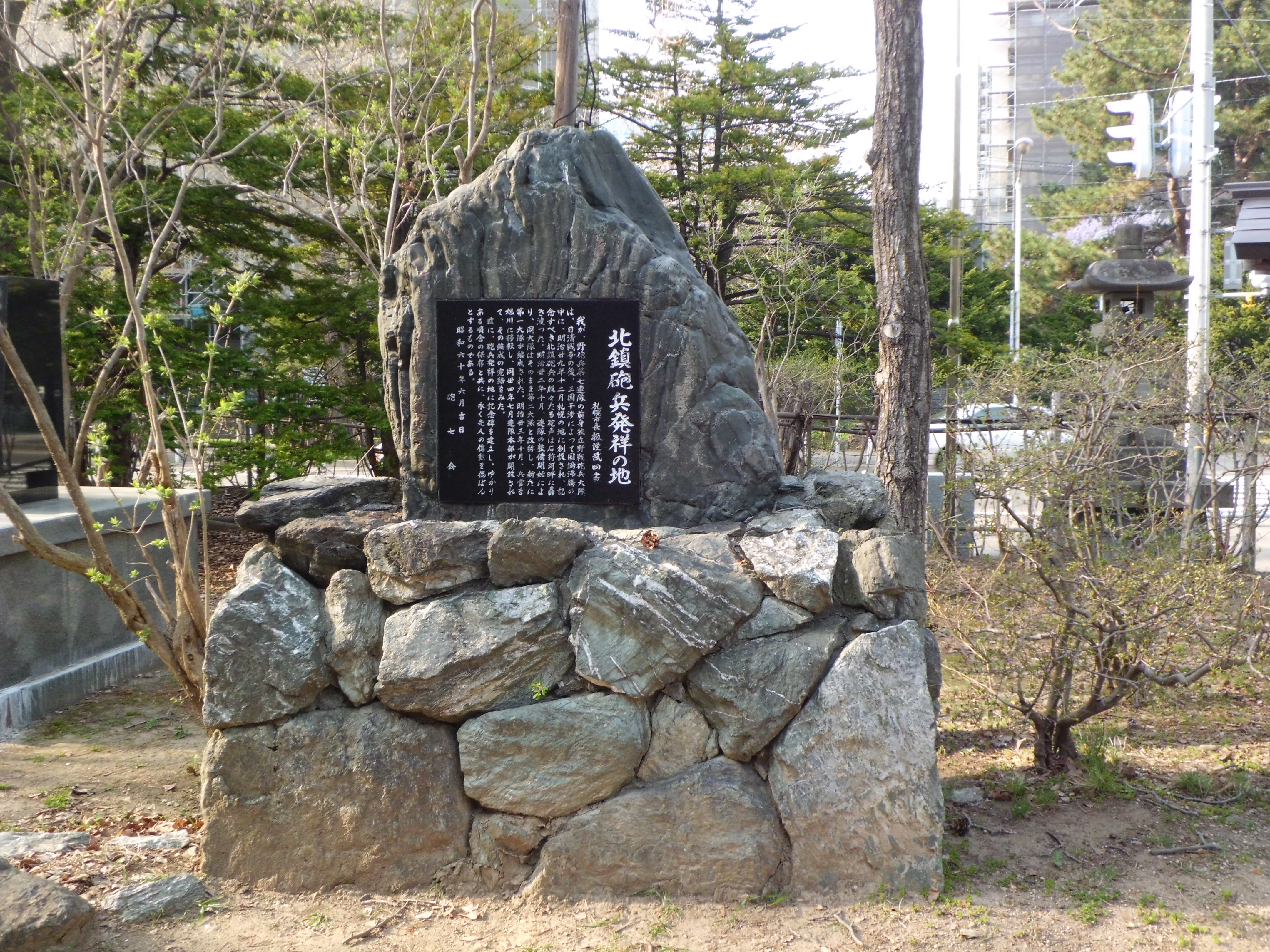
北鎮砲兵発祥の地
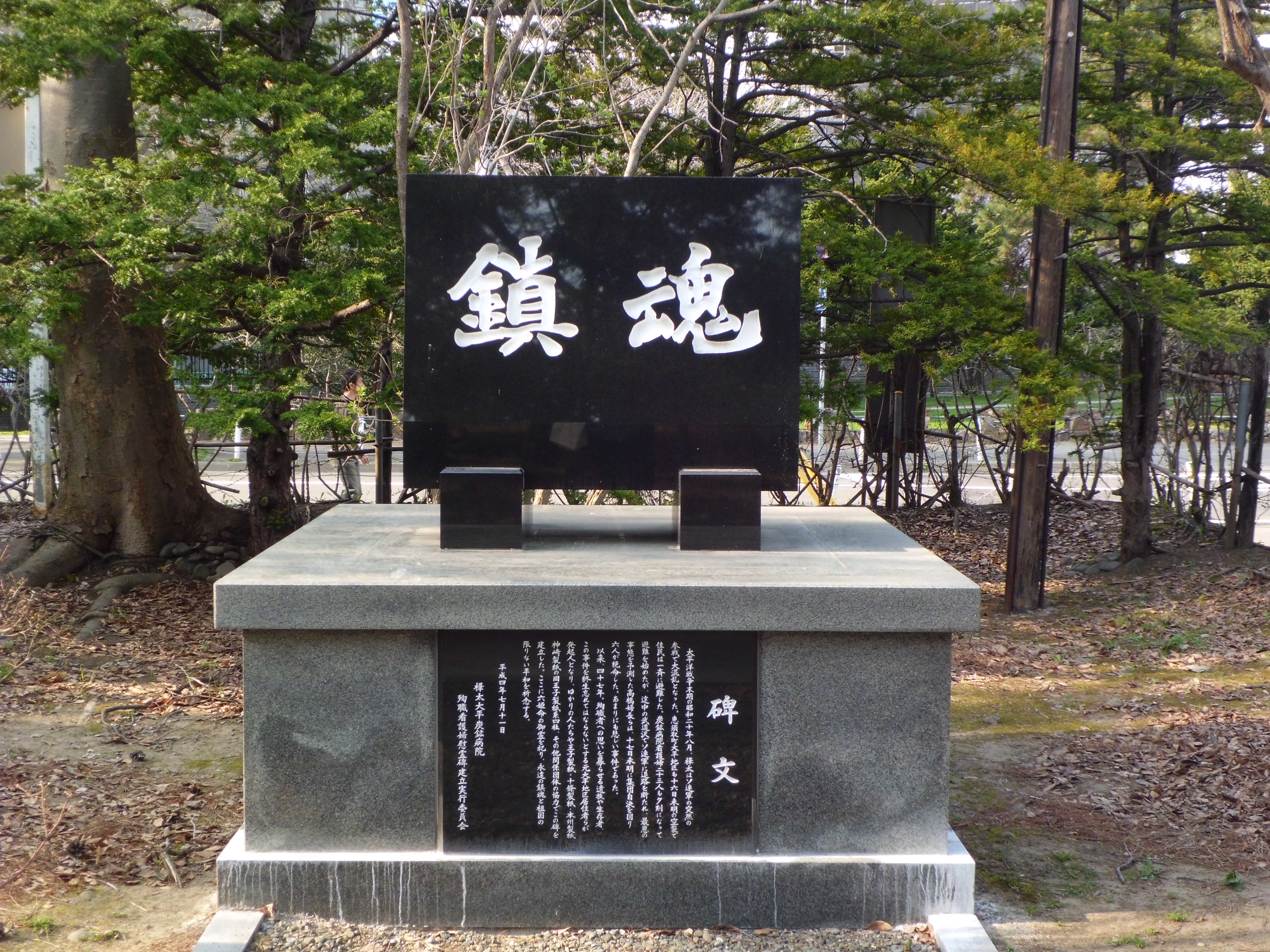
樺太太平炭鉱病院 殉職看護婦慰霊碑「鎮魂」
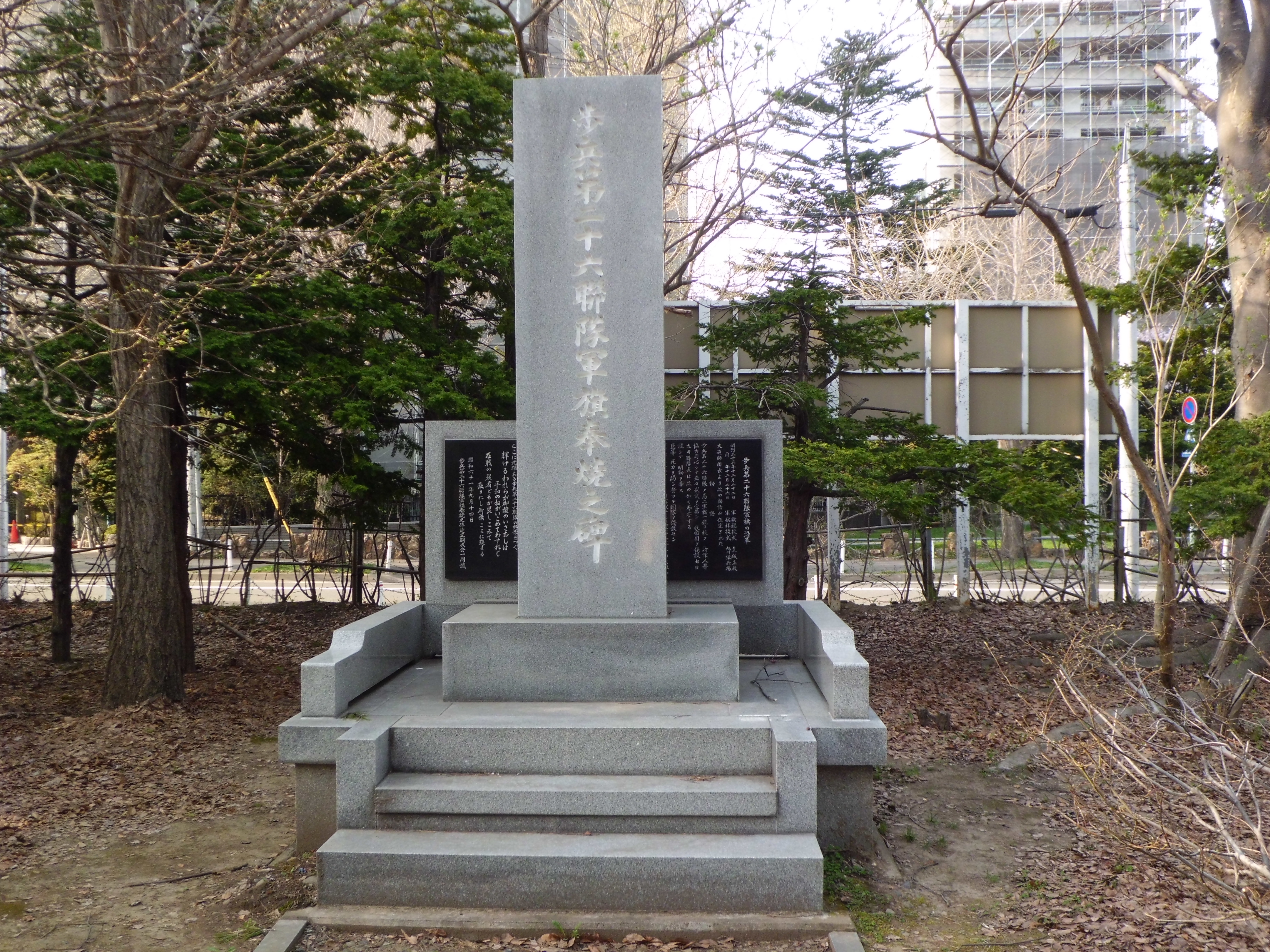
歩兵第26連隊軍旗奉焼の碑
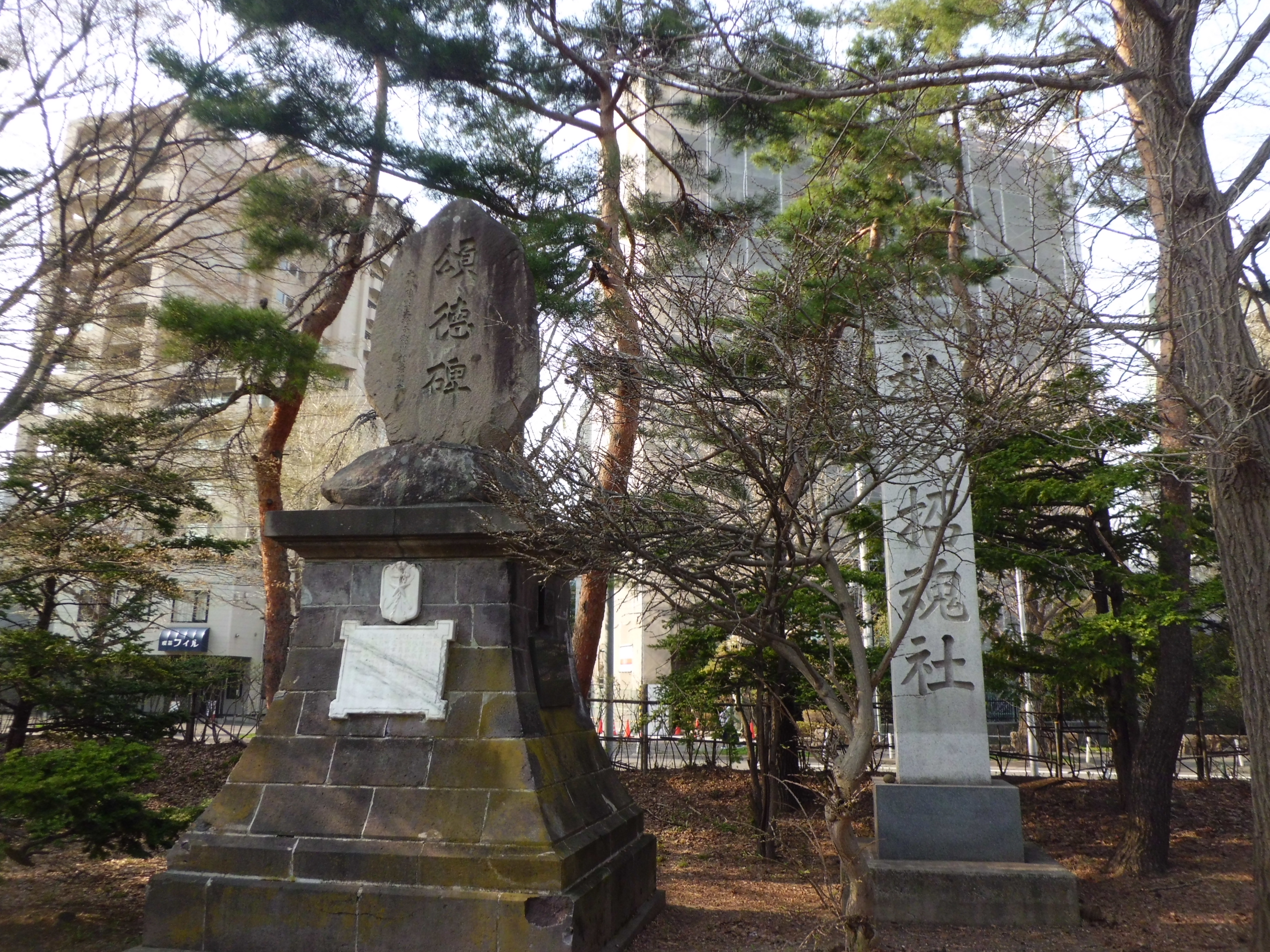
松本謄四郎「頌徳碑」・札幌招魂社
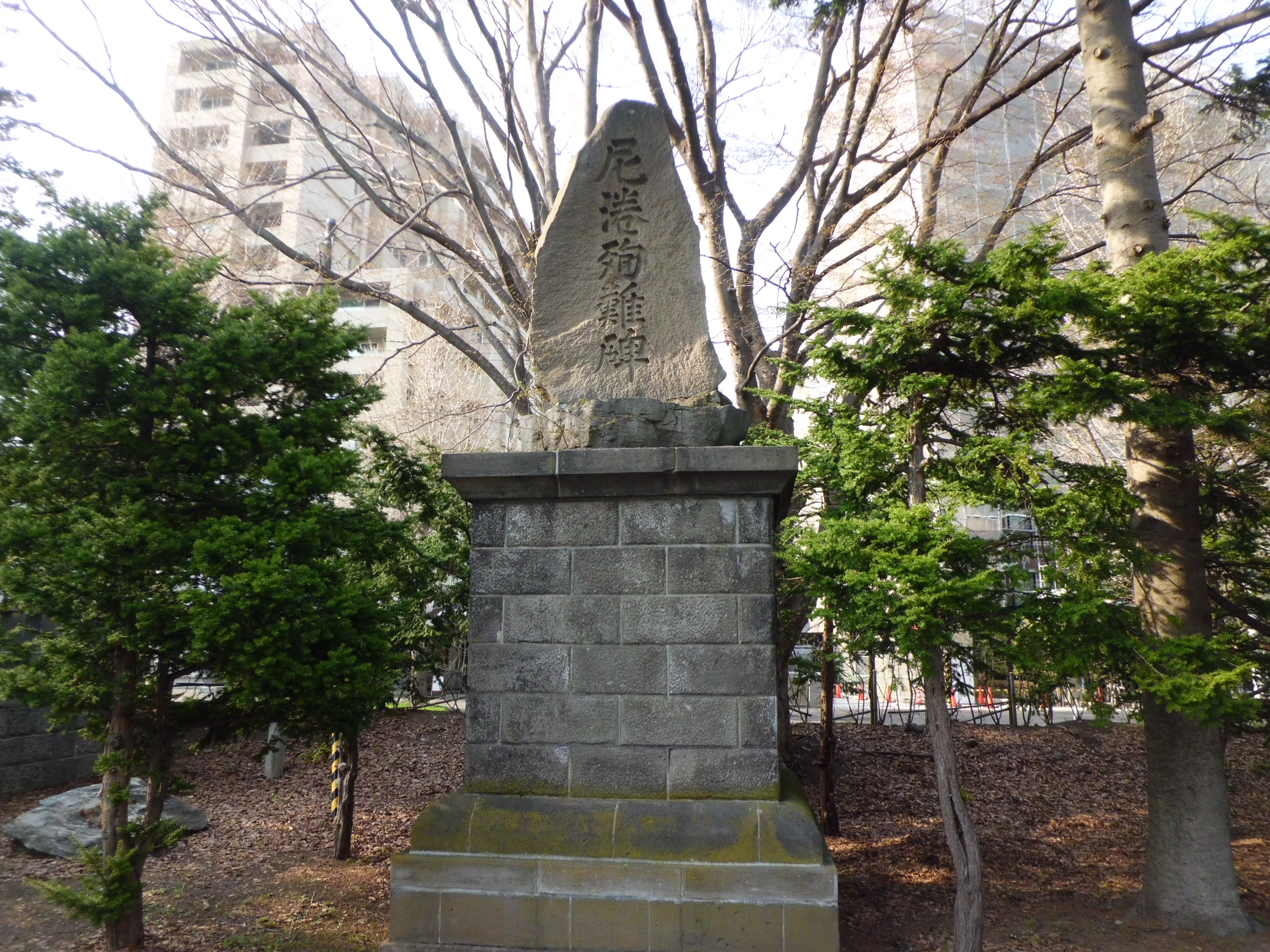
尼港殉難碑
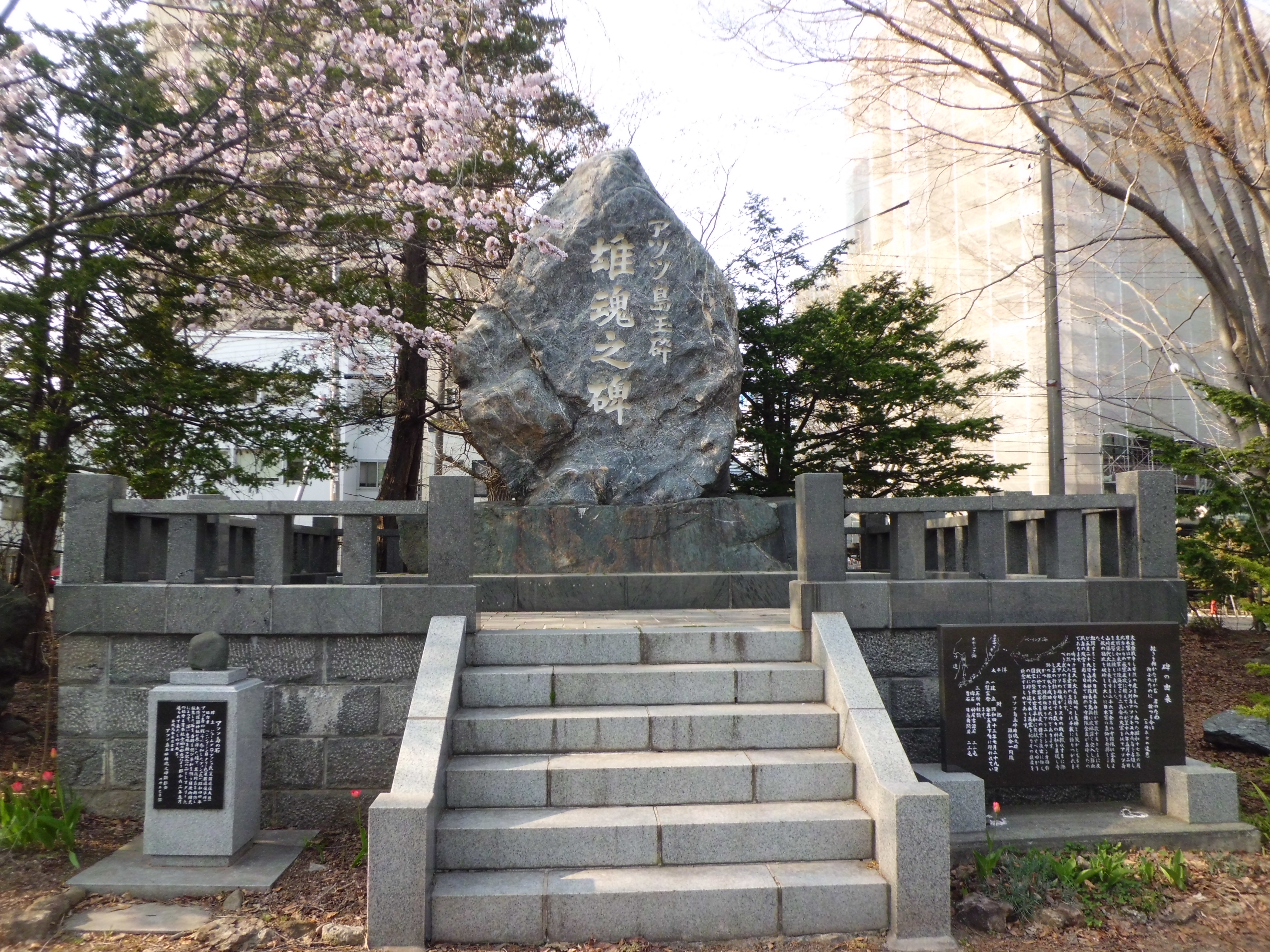
アッツ島玉砕 雄魂之碑
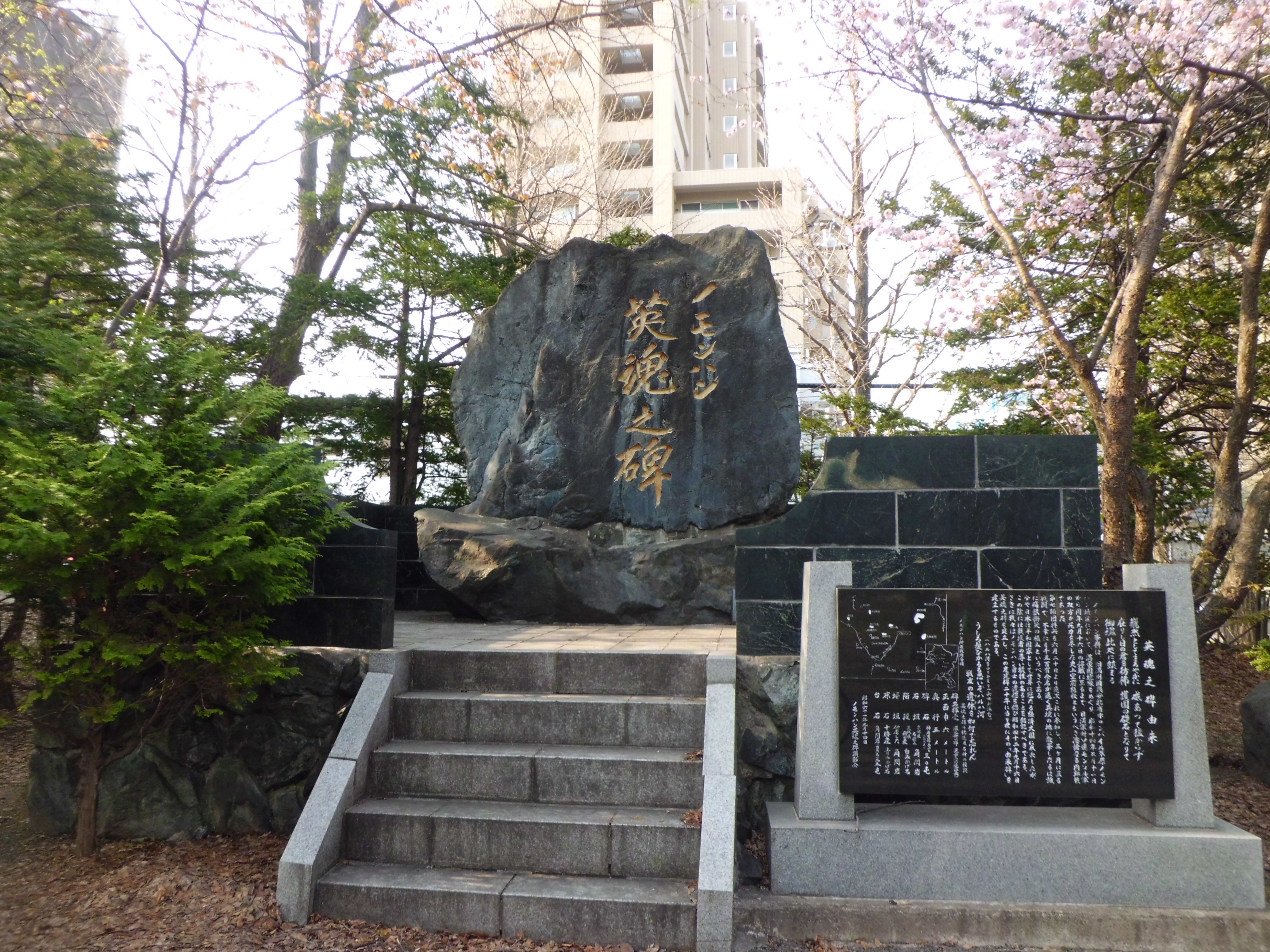
ノモンハン英魂之碑
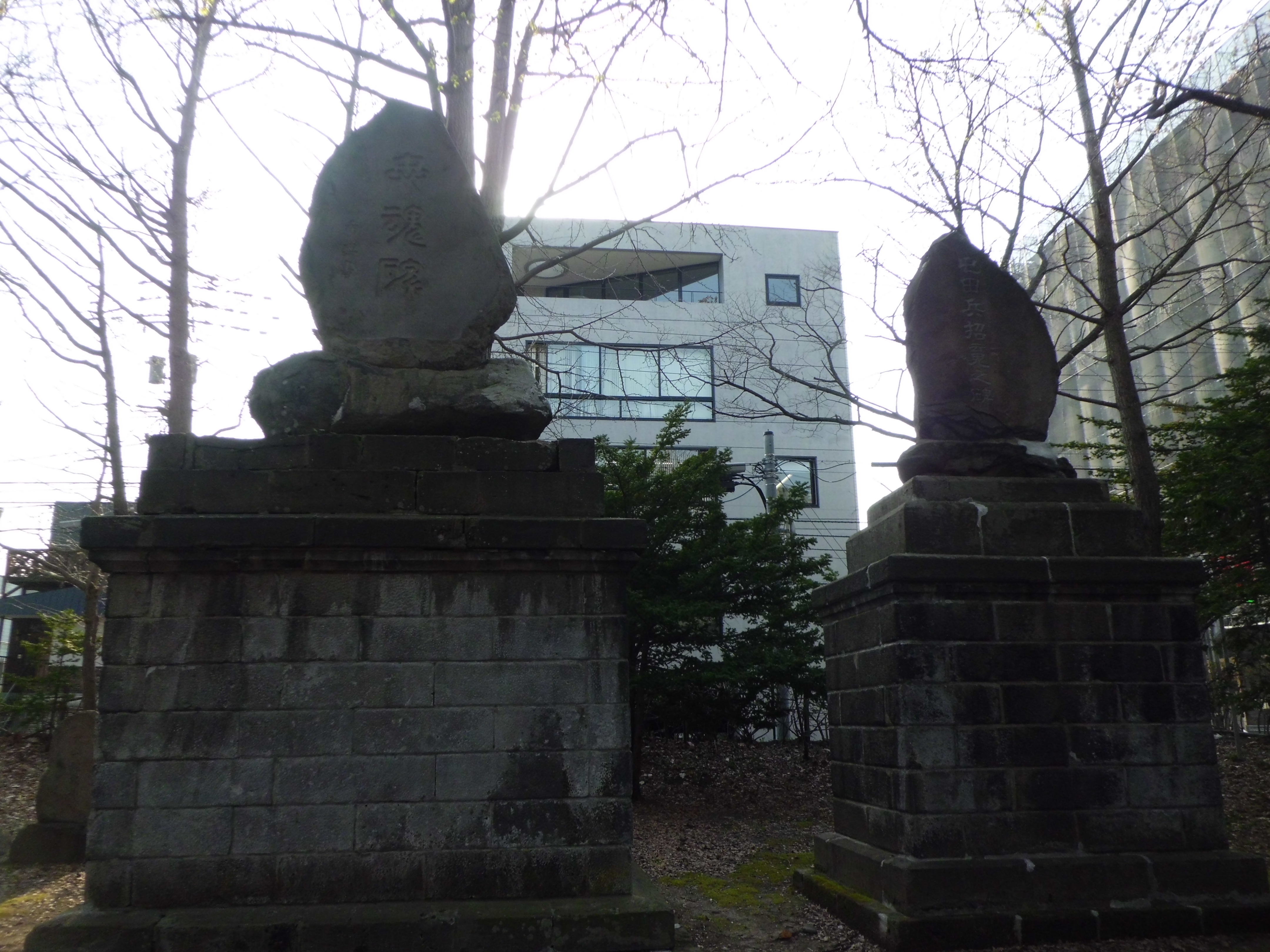
忠魂碑・屯田兵招魂碑
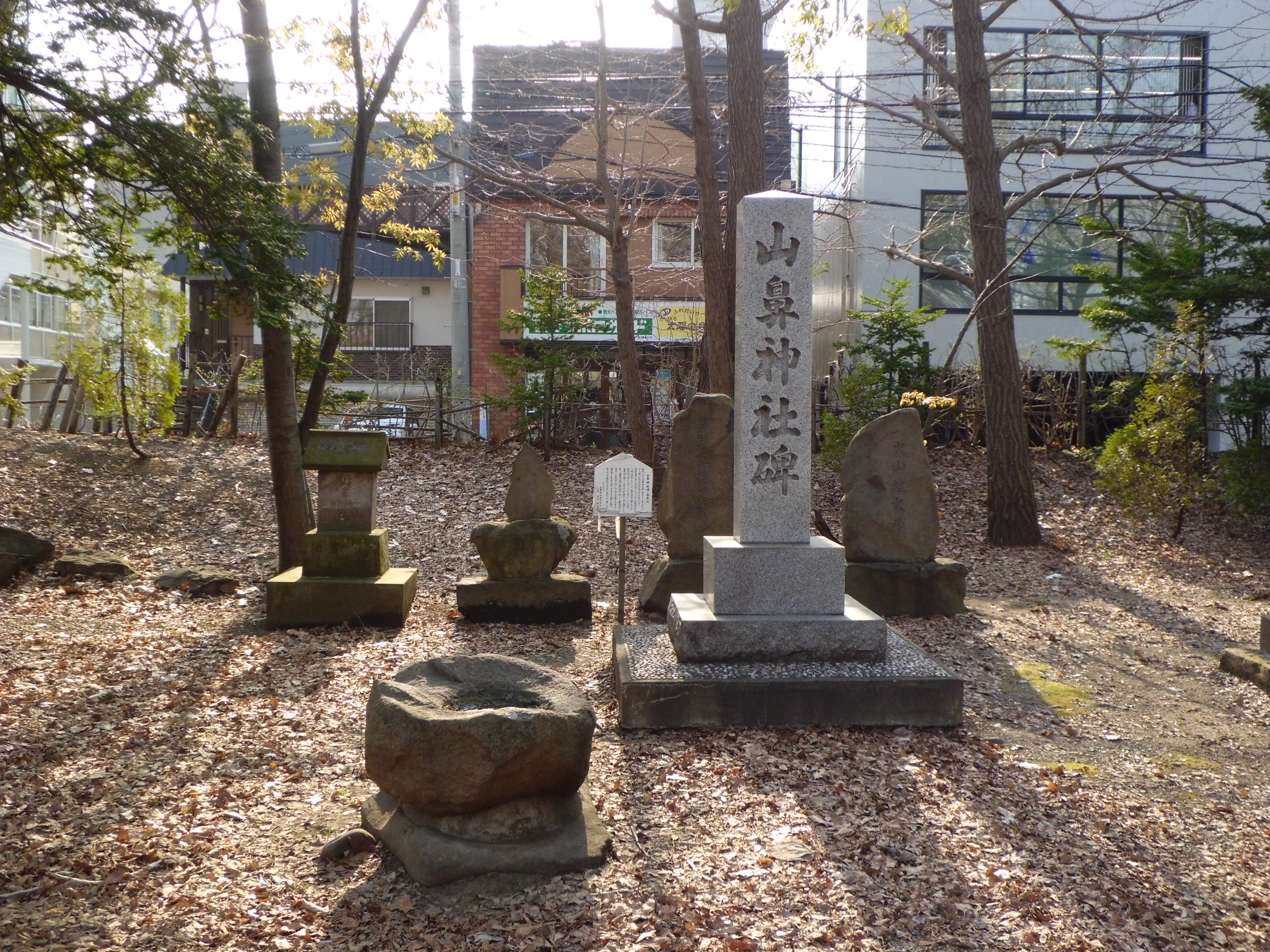
山鼻神社碑
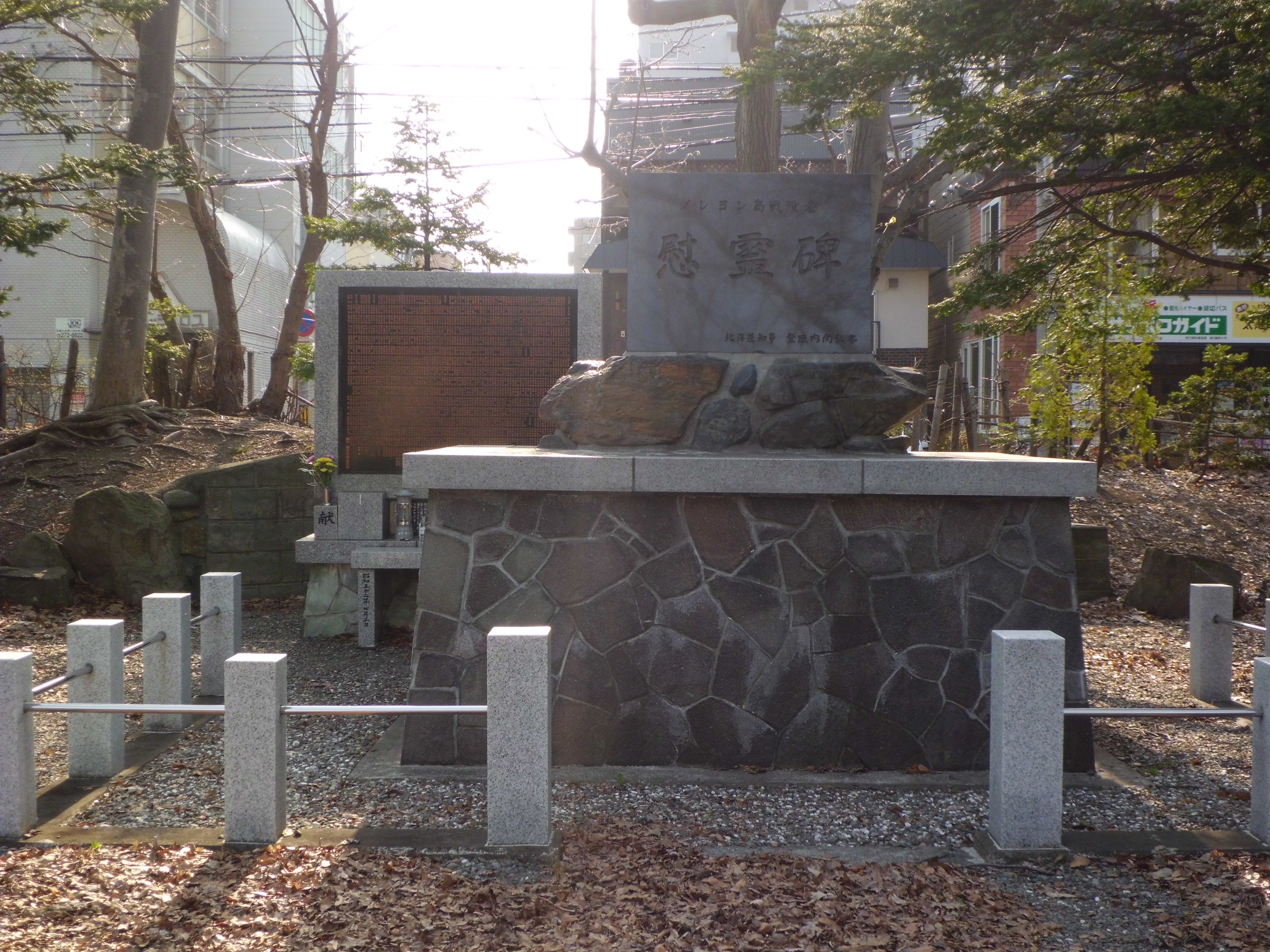
メレヨン島戦没者慰霊碑
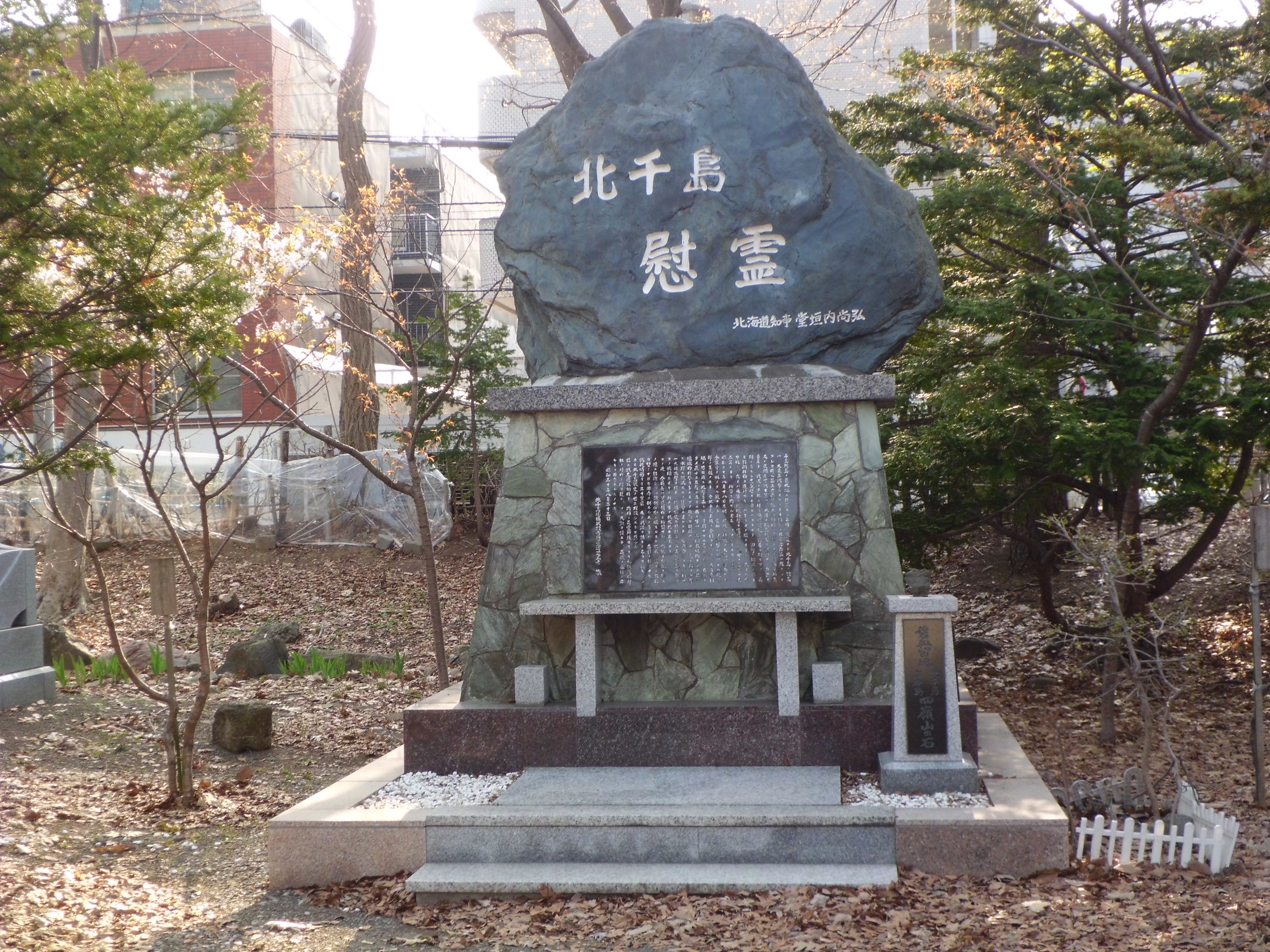
北千島慰霊碑
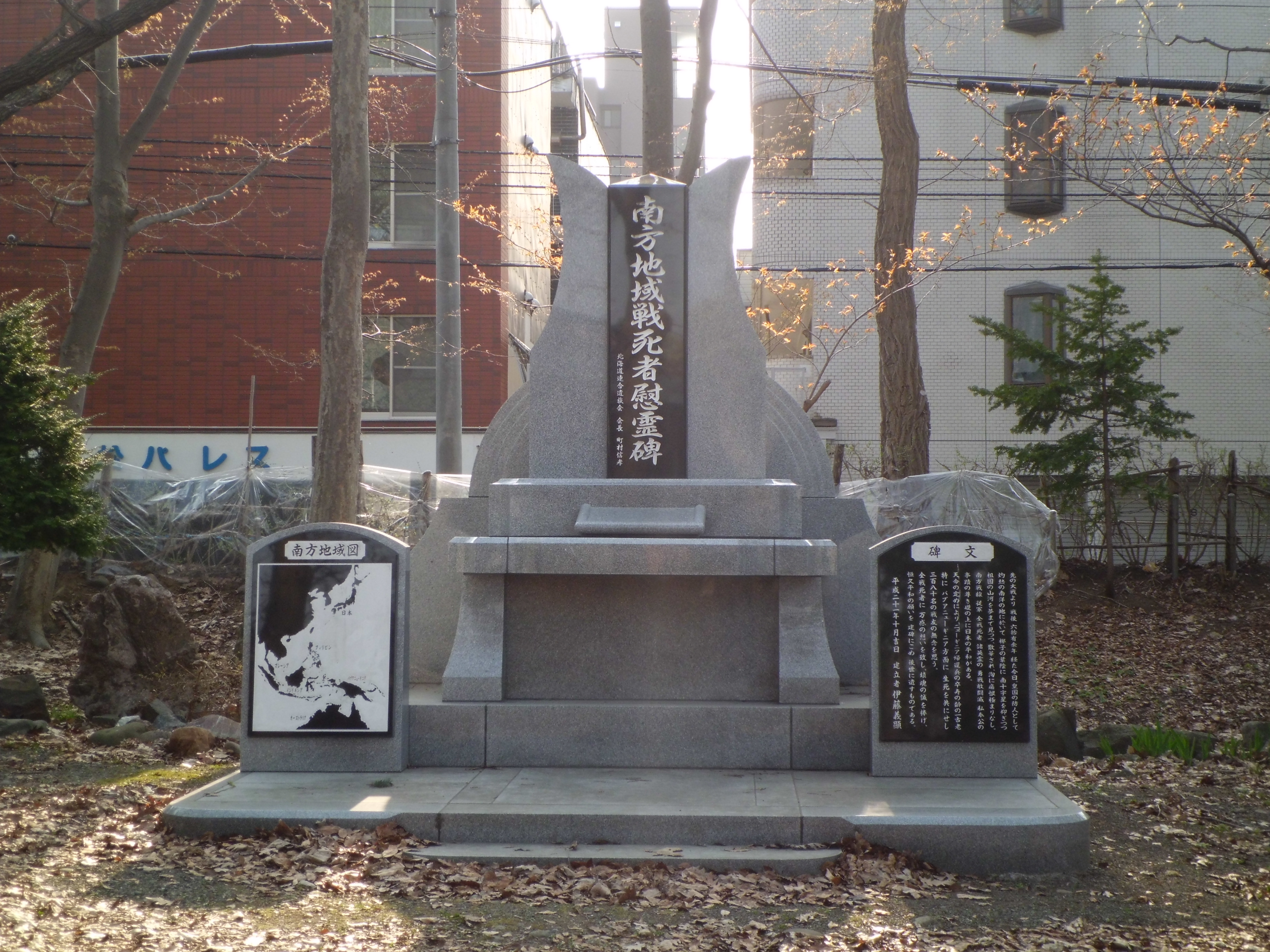
南方地域戦死者慰霊碑
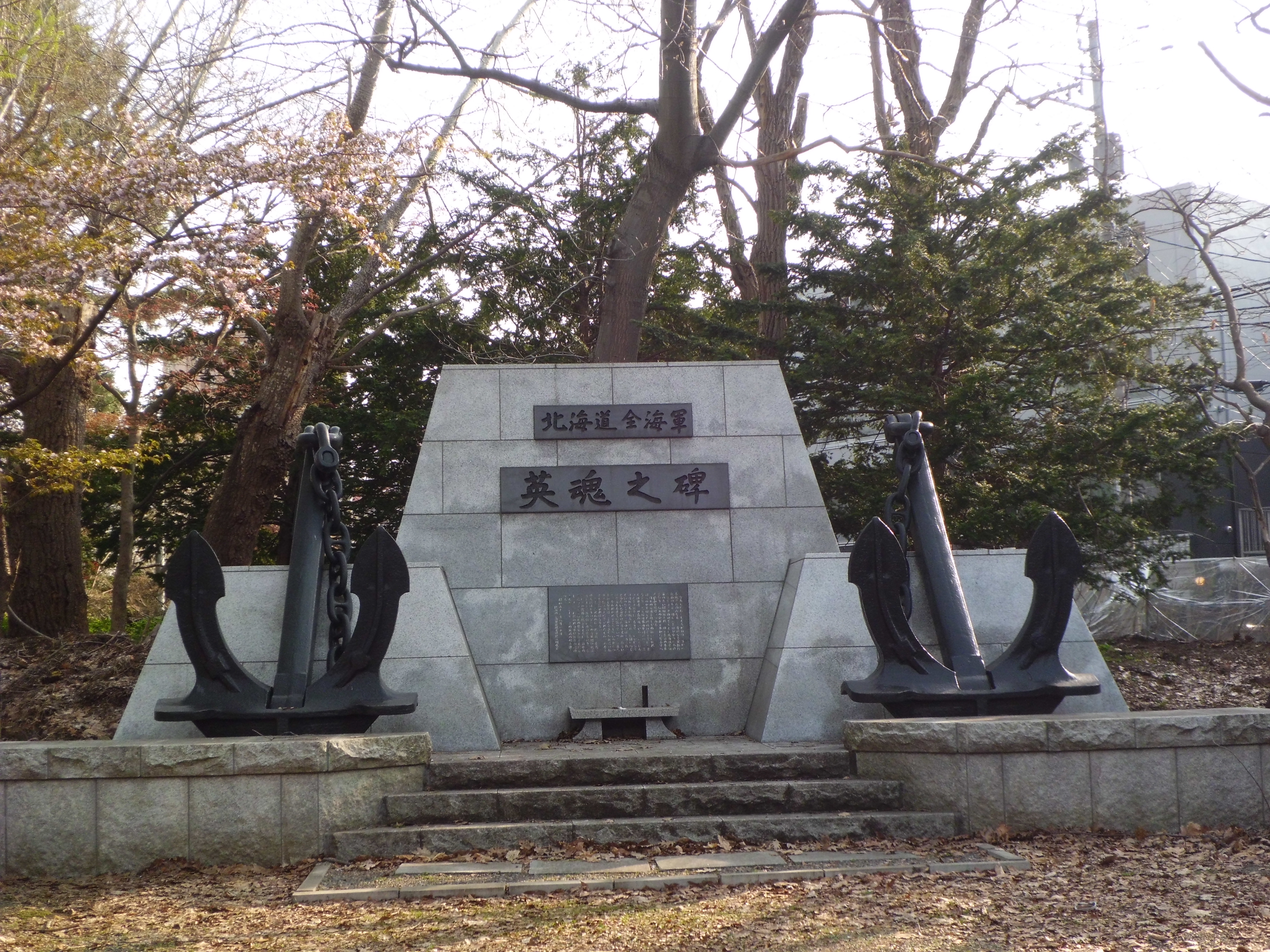
北海道全海軍 英魂の碑
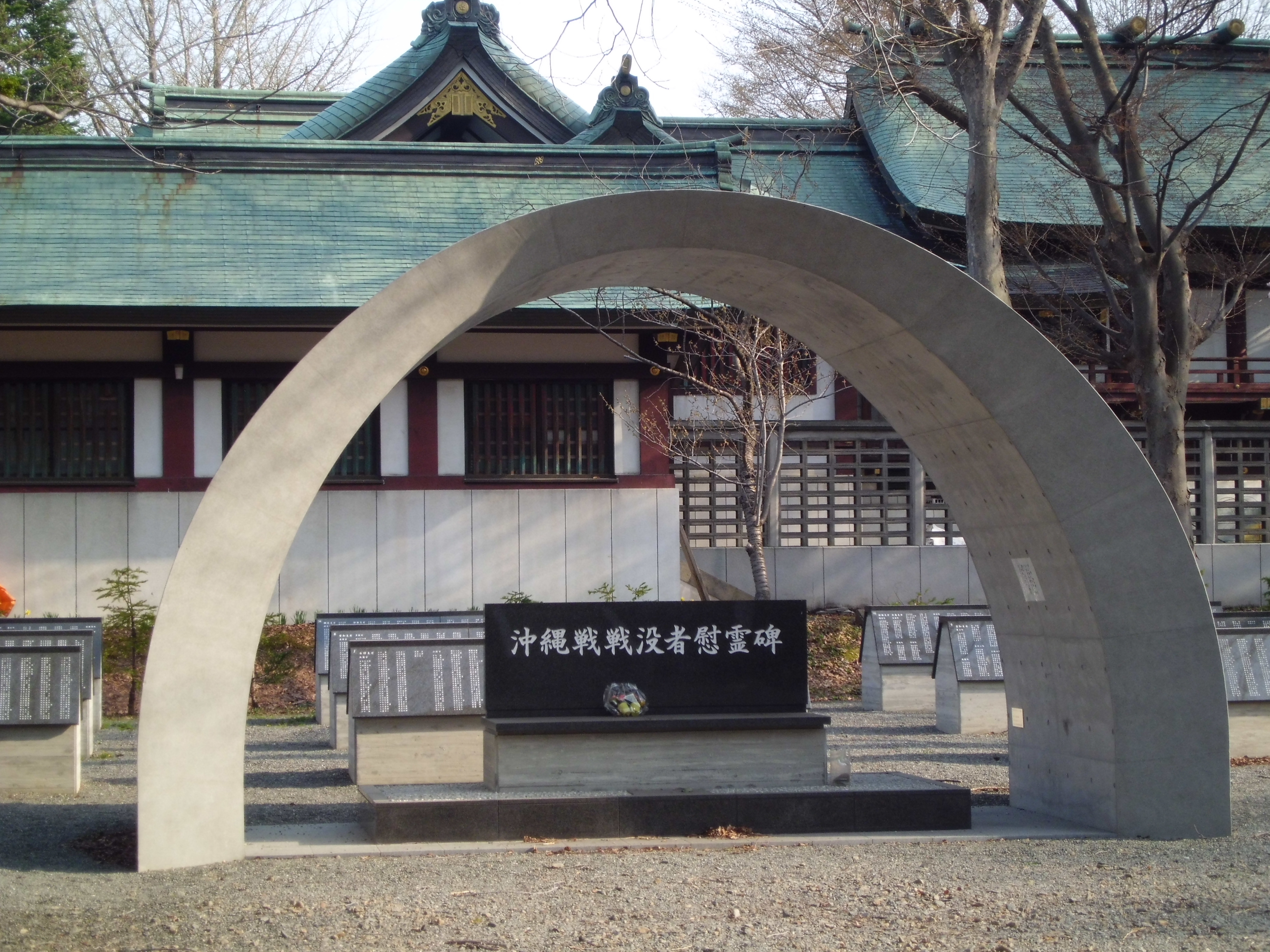
沖縄戦戦没者慰霊碑